# Vulsor isaloensis
Espèce
Synonymes
- Anahita isaloensis Ono, 1993

Vulsor isaloensis est une espèce d'araignées aranéomorphes de la famille des Viridasiidae.

## Distribution
Cette espèce est endémique de la région d'Ihorombe à Madagascar,. Elle se rencontre dans le parc national de l'Isalo.

## Description
Le mâle holotype mesure 13,11 mm.

## Systématique et taxinomie
Cette espèce a été décrite sous le protonyme Anahita isaloensis par Ono en 1993. Elle est placée dans le genre Vulsor par Silva-Dávila en 2003.

## Étymologie
Son nom d'espèce, composé de isalo et du suffixe latin -ensis, « qui vit dans, qui habite », lui a été donné en référence au lieu de sa découverte, le parc national de l'Isalo.

## Publication originale
- Ono, 1993 : « Spiders (Araneae) from Madagascar. » Acta Arachnologica , vol. 42, no 1, p. 55-67 (texte intégral).